# Belle Squire
Pour les articles homonymes, voir Belle et Squire.
Belle Squire, ou Viola Belle Squire, (28 janvier 1870 - 17 avril 1939) est une suffragiste blanche de l'Illinois qui milite au sein du mouvement pour le suffrage de Chicago et cofonde l'Alpha Suffrage Club avec Ida B. Wells, une militante afro-américaine. Elle est surtout connue pour son opposition au paiement des impôts tant que les femmes n'ont pas le droit de voter.
Choquée par l'obligation des femmes de changer de titre selon leur état civil, elle se présente comme « Madame Belle Squire » sans être mariée.
Pour rendre plus accessible aux lecteurs la lutte pour le droit de vote des femmes, elle publie un ouvrage dans lequel elle associe textes et illustrations. Au cours de sa campagne pour obtenir ce droit, elle signe un télégramme collectif destiné au président Woodrow Wilson, lui demandant d'abroger l'ordre d'expulsion d'Emmeline Pankhurst.
Elle accompagne l'afro-américaine Ida B. Wells en tête du défilé pour le suffrage féminin de 1913 malgré l'interdiction des organisatrices qui prônent la ségrégation. Elle porte à cette occasion une écharpe proclamant « No Vote, No Tax League », au nom du mouvement de résistance fiscale qu'elle mène et qui incite au moins 5 000 femmes femmes du comté de Cook à refuser de payer leurs impôts.
L'historienne du féminisme et du mouvement LGBT Wendy Rouse la rapproche des personnalités LGBT connues de cette époque.

## Biographie

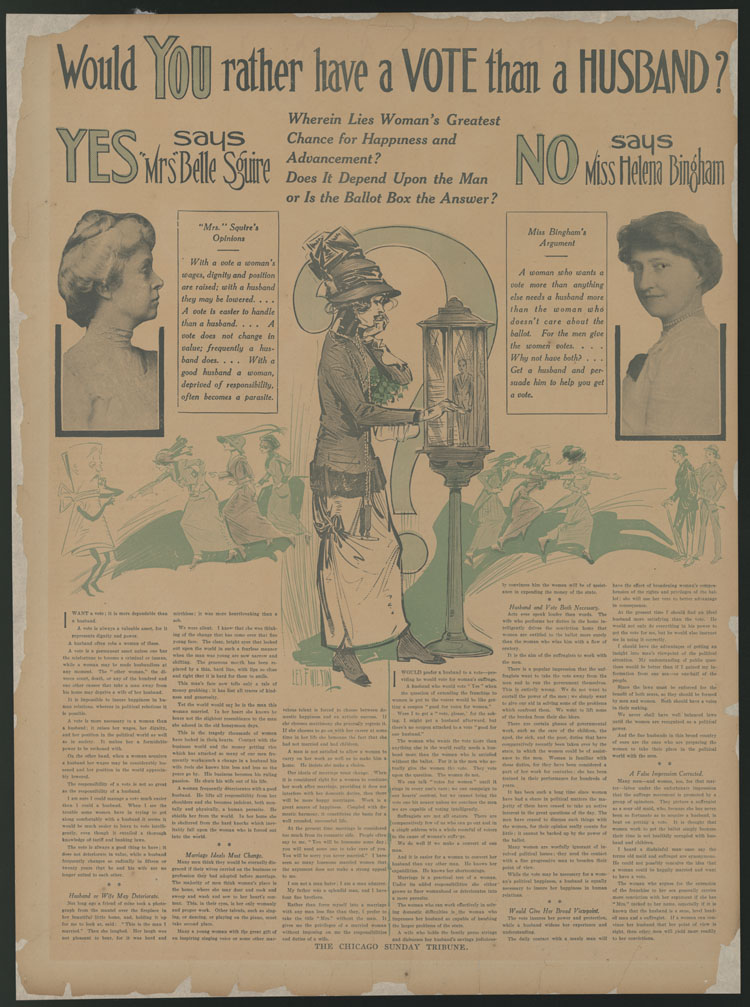
Préférez-vous avoir un droit de vote plutôt qu'un mari ? Oui dit Belle Squire.

Belle Squire naît le 28 janvier 1870 dans la ville de Lima, Ohio. Bien qu'elle ne soit pas mariée, elle insiste pour qu'on l'appelle « Madame Belle Squire » et qu'on la considère avec le même respect qu'une femme mariée. En 1913, de nombreux journaux rendent compte de sa protestation politique originale, en notant qu'elle déclare cette année-là : « La société est un organisme, un géant avec des mains et des pieds, un cerveau rudimentaire, pas beaucoup d'intellect et juste la lueur d'une conscience. Les réformateurs sont les chirurgiens et les médecins. A chacun son remède. Chacun croit qu'une opération est nécessaire. Moi aussi... Pourquoi une femme devrait-elle rester Mademoiselle jusqu'à la mort ou le mariage ? Le garçon change son titre de maître en monsieur dès qu'il le souhaite - dès qu'il enfile un pantalon long et est présenté à un rasoir. Ils disent que c'est déroutant. Ils ne sauraient pas alors si nous sommes célibataires ou mariées. Je pense que ce que nous sommes ne regarde personne. Pourquoi serions-nous obligées d'imprimer nos relations conjugales sur nos cartes de visite ? Alors que les hommes non. ».

### Pédagogue et essayiste
Belle Squire exerce la profession de professeure de musique.
Elle publie The Woman Movement in America: A short Account of the Struggle for Equal Rights en 1911. Son objectif est pédagogique. Elle veut présenter le sujet complexe de la lutte pour le droit de vote des femmes, en utilisant des images pour illustrer le texte et en faciliter la compréhension pour un lecteur non averti. Dans la préface, elle écrit : « J'ai espéré [...] intéresser les garçons et les filles de la nation à ce mouvement, peut-être le plus grand de tous les mouvements que le monde ait jamais vu. Si donc, au moyen de ce que j'ai écrit ici à la hâte, et imparfaitement, il y a une meilleure compréhension de la signification de « Votes pour les femmes » dans le sens le plus large et le plus complet, ma mission aura été accomplie. ».

### Participation à l'Alpha Suffrage Club et au mouvement pour le suffrage de Chicago
Belle Squire est une militante active de l'Alpha Suffrage Club avec la célèbre suffragette afro-américaine Ida B. Wells. Ce club est fondé en 1913 et c'est la première organisation militant pour le droit de vote des femmes crée par les femmes afro-américaines,. 
Tout comme Ida B. Wells, Bella Squire fait activement campagne pour le droit de vote des Afro-Américaines et est politiquement liées au mouvement pour le suffrage national. Le 18 octobre 1913, elle signe un télégramme adressé au président Woodrow Wilson, lui demandant de mettre fin à l'ordre d'expulsion de l'activiste britannique Emmeline Pankhurst. Des dizaines de femmes et d'associations de Chicago signent cette pétition, dont Jane Addams et Grace Wilbur Trout. Les femmes demandent un recours au président pour « accepter Mme. Pankhurst au nom des hautes traditions de l'attachement de l'Amérique à la liberté et au droit à la liberté d'expression. ».

### Marche de 1913 pour le suffrage féminin à Washington
En 1913, Ida B. Wells est désignée pour participer au défilé pour le suffrage féminin de 1913 à Washington, organisé par la National American Women's Suffrage Association (NAWSA) et notamment les suffragettes Alice Paul et Lucy Burns. Une des organisatrices du défilé donne l'ordre à Ida B. Wells de marcher à l'arrière avec les autres femmes noires, malgré une décision de la NAWSA selon laquelle celles-ci pouvaient marcher où elles le souhaitaient. Ida B. Wells refuse de le faire. Ida B. Wells va finalement marcher en tête de cortège avec Belle Squire et les autres femmes blanches de la délégation de l'Illinois et Squire est photographiée dans le Chicago Daily Tribune portant une écharpe « Pas de vote, pas d'impôt ». Elle reprend un slogan datant de la déclaration d'indépendance des États-Unis.
Après le défilé, Ida Wells est honorée pour son courage politique lors d'un rassemblement au Progressive Club of Quinn Chapel dans l'Utah, où Squire prend la parole lors d'une réception en soirée.

### Son refus du paiement des taxes, comme enjeu pour le suffrage

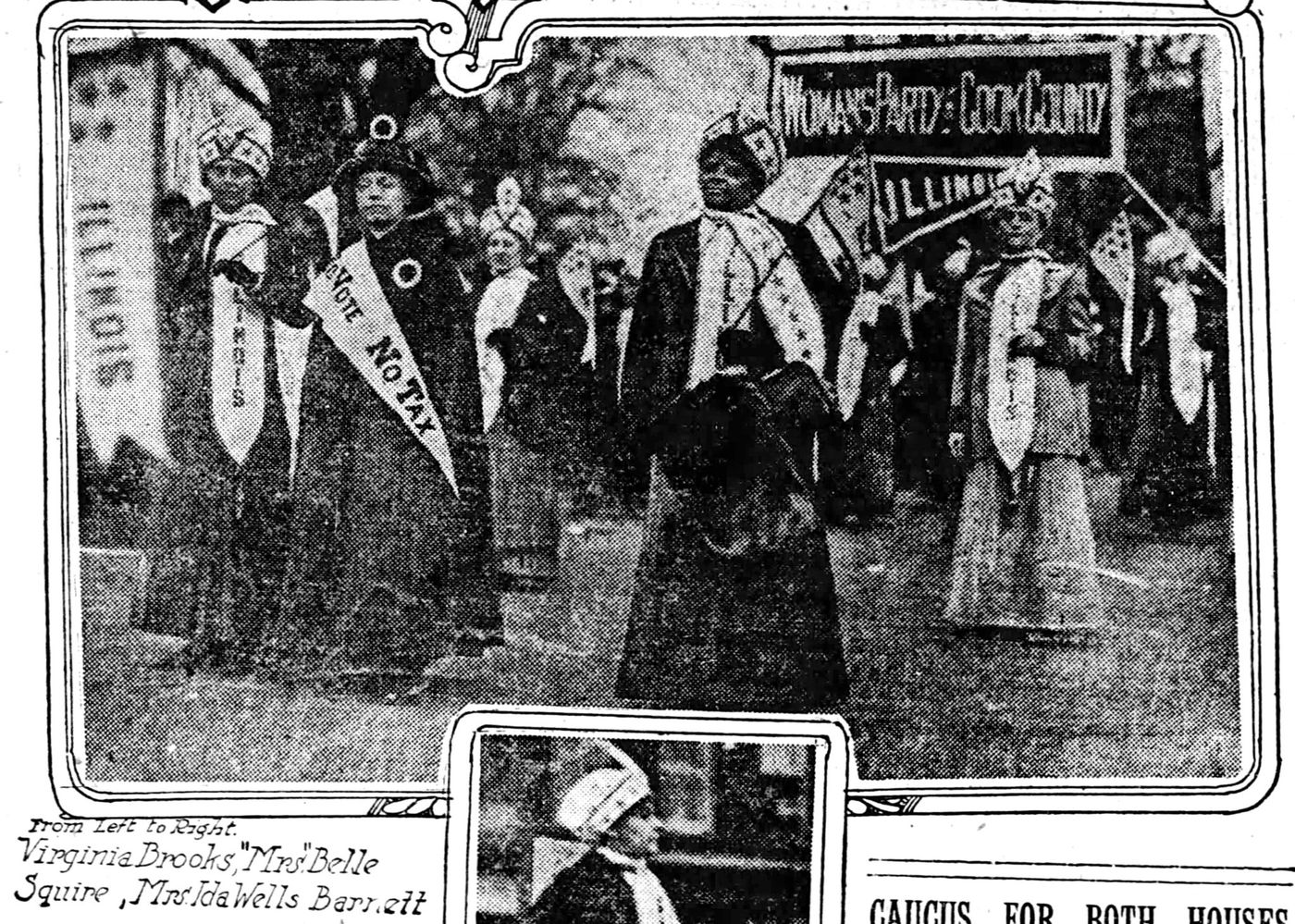
Ida B. Wells & Belle Squire lors de la marche de Washington en 1913.

#### Avant l'adoption du dix-neuvième amendement
Belle Squire proteste publiquement contre l'imposition injuste des femmes alors qu'elles sont privées de leurs droits civiques. Une résistance fiscale qui est bien documentée de son vivant. Après Sarah E. Walls en 1863 et Susan B. Anthony dans sa plaidoirie de 1873 et Ellen Clark Sargent lors d'un procès contre l'État de Californie en 1901, elle fait valoir qu'exiger des femmes de payer des impôts alors qu'elles ne sont pas émancipées est une forme d'imposition sans représentation (en). En 1910, elle refuse de payer les impôts fonciers pour sa propriété (en) de l'Illinois. C'est également en 1910 qu'elle dirige la « No Vote, No Tax League » (« Pas de vote, pas d'impôt ») qui incite au moins 5 000 femmes femmes du comté de Cook à refuser de payer leurs impôts.
En 1912, elle est à la tête de la « No Vote, No Tax League » de l'Illinois. Elle travaille également avec Margaret Haley, une féministe de Chicago, pour organiser ce mouvement de résistance à l'impôt. Cette année-là, elle aurait déclaré : « Je ne suis pas une fraudeuse fiscale, mais j'annonce qu'à partir maintenant, je suis et resterai délinquante jusqu'à ce que, avec le consentement de votre espèce, j'arrive au statut intégral de la vie adulte et que je sois considérée comme un être humain normal, sur les épaules duquel repose une partie de la responsabilité de la vie politique, avec ses privilèges et ses devoirs. Lorsque ce moment viendra, je paierai joyeusement et honnêtement ma part des dépenses du gouvernement. ». Les journaux de l'époque relatent également comment Belle Squire prend l'habitude de se barricader chez elle pour échapper à ses créanciers.

#### Les limites de l'argumentaire
Juliana Tutt, une des rares universitaires à avoir étudié le phénomène de la résistance fiscale américaine chez les féministes, note que Belle Squire fait partie des quelques suffragettes refusant de régler ses impôts fonciers dont on a gardé la trace. Le mouvement américain de résistance à l'impôt n'a jamais réussi à être aussi organisé que son homologue de Grande-Bretagne.
Jusqu'en 1913, le paiement de l'impôt n'intéresse que les milieux les plus favorisés et les femmes américaines pouvant disposer librement de leur patrimoine. Ceci n'est pas représentatif de la population féminine de l'époque, où la plupart des femmes mariées sont sous le régime de la coverture. Pour obtenir un suffrage universel féminin, et non un suffrage censitaire, ou restreint, le paiement (ou non) de l'impôt n'est pas un argument vendeur. Le lien logique entre le paiement de l'impôt et le droit de vote qui pouvait motiver les colons lors de la déclaration d'indépendance, n'existe pas et il est rejeté par une majorité de suffragettes. A l'adoption du XVIe amendement qui marque la création de l'impôt fédéral sur le revenu, le slogan « impôt sans représentation » revient un temps à la mode, mais il est rapidement remplacé par l'expression plus rassembleuse de « travail sans représentation ».
La mobilisation contre la fiscalité ne devient un thème récurrent du débat politique américain qu'après la grande dépression lorsque de plus en plus de femmes du Sud, contraintes de payer un impôt par tête, appelé poll tax, pour exercer le droit de vote qui leur a été octroyé par le XIXe amendement ne sont plus en mesure de faire face à leur obligation fiscale et que la Première Dame s'empare du sujet.

### Dernières années
En 1924, Belle Squire s'installe en France et y vit pendant une décennie. Elle meurt à l'âge de 69 ans, en 1939. Elle est enterrée à Forest Park, Illinois.

## Personnalité queer
L'historienne du féminisme Wendy Rouse, en se basant sur la  théorie queer présentent Belle Squire comme une personnalité queer, aux côtés de Margaret Chung, Jane Addams, Sophonisba Breckinridge,  Annie Rensselaer Tinker et Anna Howard Shaw. C'est, selon elle, leur refus de se laisser enfermer dans le rôle social dévolu aux femmes qui leur a permis de revendiquer de nouveaux droits civiques,.

## Publications
- (en-US) The Woman Movement In America: A Short Account Of The Struggle For Equal Rights, Palala Press, 15 novembre 2015 (1re éd. 1911), 400 p. (ISBN 9781346477862, lire en ligne)